# IC 3376
IC 3376 ist eine Balken-Spiralgalaxie vom Hubble-Typ SBa mit aktivem Galaxienkern im Sternbild Coma Berenices am Nordsternhimmel. Sie ist schätzungsweise 320 Millionen Lichtjahre von der Milchstraße entfernt und hat einen Durchmesser von etwa 165.000 Lichtjahren.

Im selben Himmelsareal befinden sich u. a. die Galaxien IC 3362, IC 3367, IC 3380, IC 3394.
Das Objekt wurde am 23. März 1903 von Max Wolf entdeckt.